# Sinoderces taichi
Espèce
Sinoderces taichi est une espèce d'araignées aranéomorphes de la famille des Psilodercidae.

## Distribution
Cette espèce est endémique de Hainan en Chine,. Elle se rencontre dans le xian de Lingshui.

## Description
Le mâle holotype mesure 1,56 mm et la femelle paratype 2,125 mm.

## Publication originale
- Bai, Li & Li, 2019 : Ten new species of the spider genus Sinoderces Li & Li, 2017 from China, Laos and Thailand (Araneae, Psilodercidae). ZooKeys, no 886, p. 79-111 (texte intégral).